# Kap Verdisk hiphop
Kap Verdiansk hip hop är en del i den nederländska hiphopen. Invandrare från Kap Verde tog med sin hiphopkultur då de immigrerade till Nederländerna. Artister från öarna är exempelvis Black Side (som blandar hiphop med antillansk zouk) och Lod Escur.